# Тюэн
Тюэ́н — коммуна в Валлонии, расположенная в провинции Эно, округ Тюэн. Принадлежит Французскому языковому сообществу Бельгии. На площади 76,17 км² проживают 14 625 человек (плотность населения — 192 чел./км²), из которых 48,82 % — мужчины и 51,18 % — женщины. Средний годовой доход на душу населения в 2003 году составлял 12 904 евро.
Почтовый код: 6530-6534, 6536. Телефонный код: 071.